# Sialyllactose
Le sialyllactose est un hétéroside de formule brute C23H39NO19  et de masse moléculaire 633.55.
Il résulte de la combinaison d'une molécule d'acide N-acétylneuraminique à une molécule de lactose (elle-même formée d'une molécule de glucose et d'une molécule de galactose).
On le trouve naturellement dans le lait de la femme et de certains animaux.